# Сикс, Ян
Ян Сикс (нидерл. Jan Six; 14 января 1618 — 28 мая 1700) — государственный деятель Нидерландов, деятель искусств, коллекционер и меценат.

## Биография
Ян родился в зажиточной купеческой семье Сиксов. Изучал гуманитарные науки и право в Лейдене в 1634 году. В 1655 году стал зятем мэра Амстердама Николаса Тульпа, женившись на его дочери Маргарете. Благодаря своему тестю он стал мировым судьёй семейного права и других назначений в городском совете, в конечном итоге став мэром самого Амстердама в 1691 году в зрелом возрасте 73 лет.
Сикс имел тёплые дружеские связи с поэтом Йостом ван ден Вонделом и художником Рембрандтом ван Рейном в течение сороковых годов. Сикс оставался всю свою жизнь ценителем искусств и сам сочинял пьесы, самые известные из которых были «Медея», опубликованная в 1648 году (с офортом Рембрандта) и «Невинность» в 1662. В том же году нидерландский перевод произведения Бальдассаре Кастильоне Il libro del Cortegiano был посвящён Сиксу.

## Коллекция Сикса

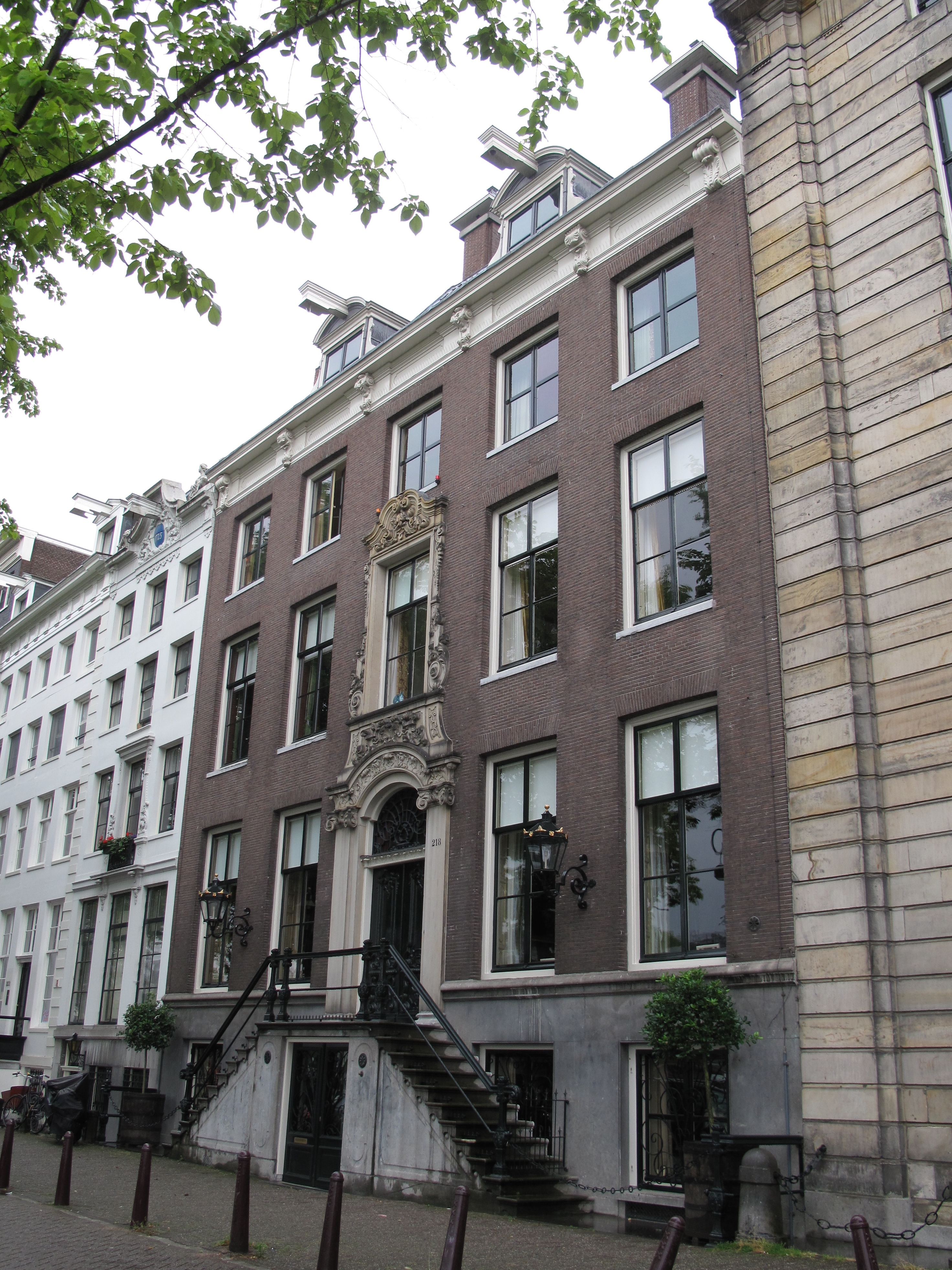
Дом в Амстердаме, где находится Коллекция Сикса

Его коллекция картин, рисунков, гравюр и других артефактов (в том числе многих из семьи его жены) была популярна при его жизни. Впоследствии эта коллекция была передана наследникам супругов Лукреции Йоханны ван Винтер (1785-1845) и Хендрика Сикса (1790-1847), чьи обширные коллекции произведений искусства были объединены, когда они поженились в 1822 году и вместе известны как «Коллекция Сикса», хотя 171 картина была от семьи ван Винтер. Среди 76 картин ван Винтеров, собранных самой Лукрецией, были: цветочная роспись Рашель Рюйш, которую она купила в 1820 году, «Молочница» Вермеера и «Серенада» Юдит Лейстер. 171 картина, которую привнесла Лукреция через её брак, была только половиной обширной коллекции ее отца, которая была известна сама по себе и выставлялась в течение полувека. Другая половина досталась сестре Анне Луизе, которая вышла замуж за Виллема ван Лона. Некоторые из этих картин всё еще можно увидеть в Музее ван Лона, но остальная часть второй части коллекции ван Винтеров была продана наследниками ван Лона в 1877 году барону Густаву Ротшильду (сын Джеймса Майера Ротшильда) в Париже.
Коллекция Сикса была предметом споров в Нидерландах на протяжении десятилетий, поскольку несмотря на то, что дом на Амстеле получил субсидию от правительства Нидерландов и был открыт в часы посещения, дом всегда использовался как частный дом, как следствие количество посетителей было ограничено. Спор разрешился тем, что часть коллекции с верхних этажей передаётся в Рейксмюсеум на несколько месяцев раз в год.